# Drachenmaul
Das Drachenmaul (Horminum pyrenaicum), genauer Pyrenäen-Drachenmaul genannt, ist die einzige Art der Pflanzengattung Horminum, die zur Familie der Lippenblütler (Lamiaceae) gehört.

## Beschreibung

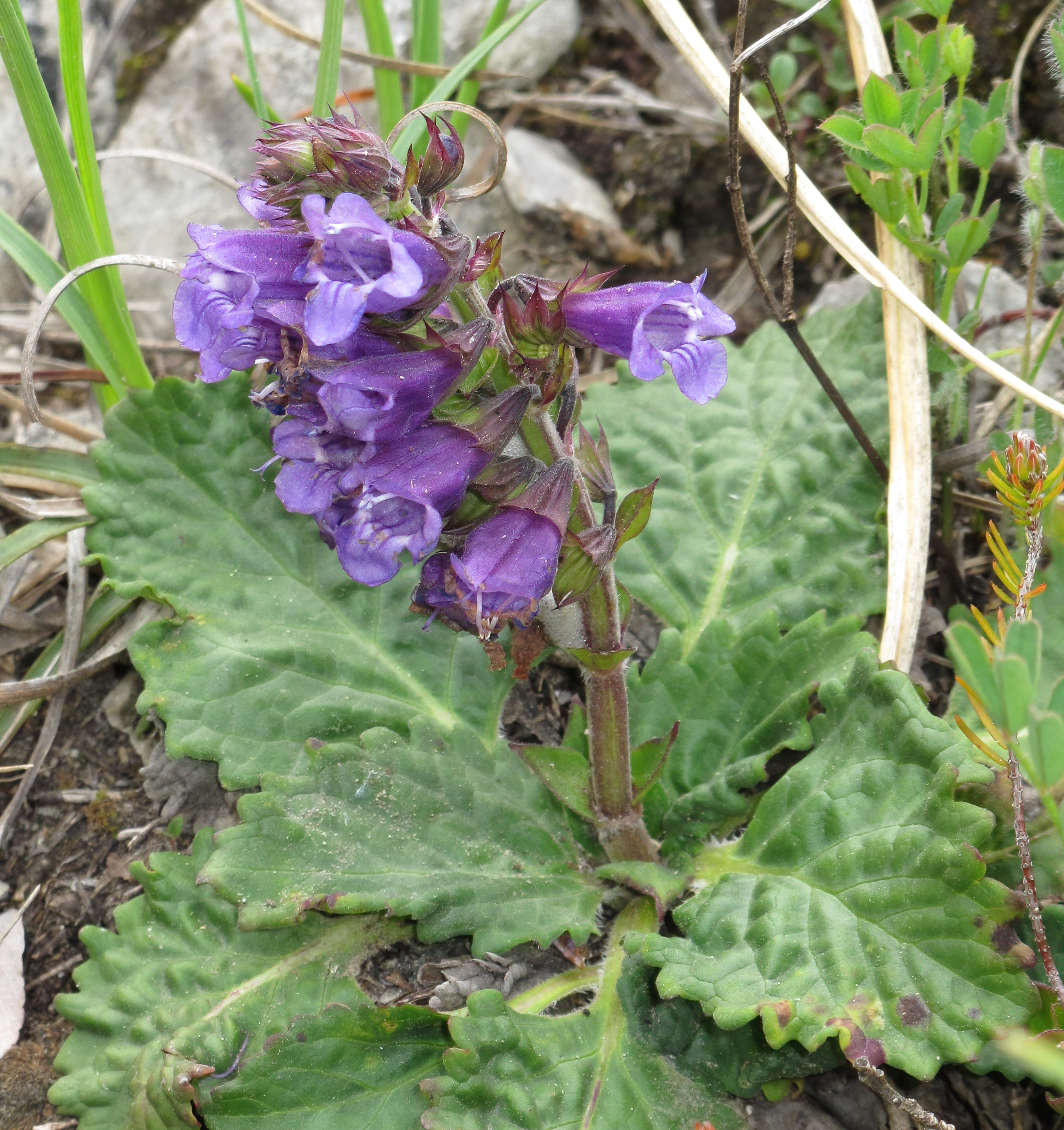
Habitus, Laubblätter und Blütenstand

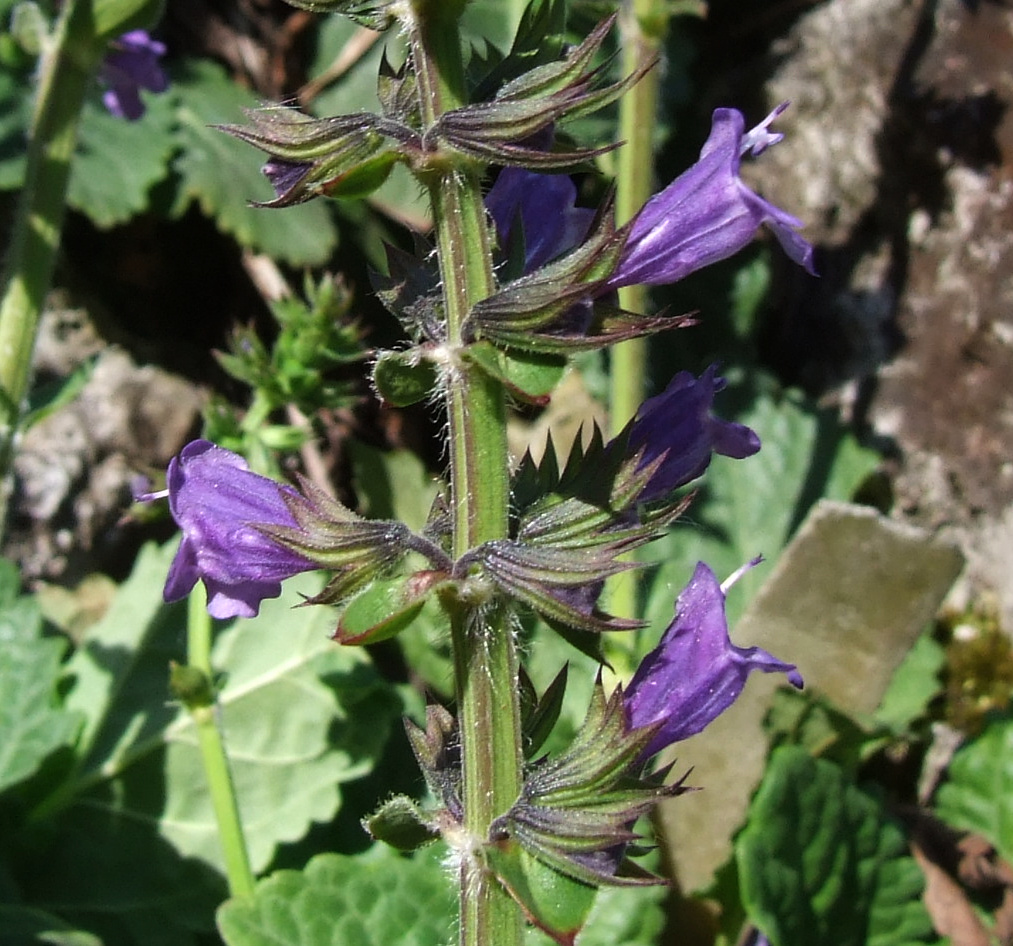
Ausschnitt eines Blütenstandes mit den zygomorphen Blüten in den Scheinquirlen

### Vegetative Merkmale
Das Drachenmaul ist eine ausdauernde krautige Pflanze, die Wuchshöhen von 10 bis 30 Zentimetern erreicht. Der vierkantige Stängel ist fast kahl, aber von kleinen Haaren mit sitzenden Drüsen besetzt.
Die einfachen Laubblätter befinden sich fast alle in einer grundständigen Rosette. Es sind höchstens ein oder zwei Paare kleine Stängelblätter vorhanden. Die lang gestielten Grundblätter haben eine ovale bis rundliche Form und sind runzelig mit einem stumpf gekerbten Blattrand. Der Blattstiel ist 1 bis 5, selten bis zu 10 Zentimeter lang. Die einfache Blattspreite ist 3 bis 5 Zentimeter lang und 2 bis 5 Zentimeter breit.

### Generative Merkmale
Die Blütezeit reicht von Juni bis August. In einem einseitswendigen scheinährigen Blütenstand befinden sich jeweils zwei bis sechs nickende Blüten in fünf bis zehn Scheinquirlen in den Achseln der Tragblätter. Der Blütenstiel der nickenden Blüten ist 2 bis 4 Millimeter lang.
Die zwittrigen Blüten sind zygomorph und fünfzählig mit doppelter Blütenhülle. Die fünf Kelchblätter sind verwachsen und der Kelch ist zweilippig mit fünf lang zugespitzten Kelchzähnen. Die fünf Kronblätter sind verwachsen. Die violette, zweilippige Krone ist mit einer Länge von 15 bis 20 Millimetern etwa doppelt so lang wie der Kelch. Die aufrechte Oberlippe ist ausgerandet und die Unterlippe dreiteilig. Der Kronschlund ist behaart. Die Kronröhre trägt innen nahe dem Grund einen Haarring. Der Griffel ist länger als die Krone und endet in zwei Narbenästen.
Die Klausen sind bei einer Länge von 1,5 bis 1,75 Millimetern eiförmig, stumpf dreikantig, matt graubraun mit papillösen feucht aufquellenden Epidermiszellen.
Die Chromosomenzahl beträgt 2n = 12.

## Ökologie
Bestäuber sind Bienen und Hummeln.

## Vorkommen
Das Verbreitungsgebiet von Horminum pyrenaicum umfasst die Südalpen, vom Luganer See bis Julische sowie Salzburger Alpen, Savoyen, Seealpen, daneben auch das Gebiet von den Pyrenäen bis zum Kantabrischen Gebirge und auch die Apuanischen Alpen.
In Österreich kommt das Drachenmaul in den Bundesländern Kärnten, Salzburg (vom Hochkönig bis zu den Leoganger Steinbergen), Tirol (bei Wörgl), Osttirol (Karnische Alpen) und Vorarlberg (Lechtaler Alpen) vor. In den Südalpen ist das Drachenmaul selten, allerdings wächst es gesellig. Gebietsweise tritt es auch häufig auf, etwa im Gardaseegebiet. Die sehr seltenen Vorkommen in den Nordalpen sind präglazial-reliktisch.
Diese kalkstete Pflanze gedeiht meist auf mageren Weiden, steinigen Rasen, Geröll und lichten Wälder. Das Drachenmaul kommt in Höhenlagen von 1000 bis 2500 Metern vor. Es steigt im Berninagebiet bis in eine Höhenlage von 2390 Meter und bei Bormio im Veltlin bis 2450 Meter auf.
Es ist eine Charakterart des Seslerio-Caricetum sempervirentis aus dem Seslerion-Verband, kommt aber in tieferen Lagen auch in Pflanzengesellschaften des Mesobromion vor.
Die ökologischen Zeigerwerte nach Landolt & al. 2010 sind in der Schweiz: Feuchtezahl F = 3 (mäßig feucht), Lichtzahl L = 4 (hell), Reaktionszahl R = 5 (basisch), Temperaturzahl T = 2 (subalpin), Nährstoffzahl N = 2 (nährstoffarm), Kontinentalitätszahl K = 4 (subkontinental).

## Systematik
Die Erstveröffentlichung von Horminum pyrenaicum erfolgte 1753 durch Carl von Linné in Sp. Pl., S. 596. Synonyme für Horminum pyrenaicum L. sind: Melissa pyrenaica (L.) Scop., Pasina pyrenaea (L.) Bubani, Thymus horminum E.H.L.Krause
Der Gattungsname Horminum wurde durch Carl von Linné aufgestellt. Der Gattungsname Horminum leitet sich von horminon, hormao für „anregen“ ab, denn angeblich wurde diese Art als Aphrodisiakum verwendet.
Horminum pyrenaicum ist die einzige Art der Gattung Horminum aus der Untertribus Nepetinae innerhalb der Tribus Mentheae in der Unterfamilie Nepetoideae innerhalb der Familie der Lamiaceae.